# Гелій-3
Гелій-3 (3He) — легкий стабільний ізотоп гелію, який складається з двох протонів і одного нейтрона (на відміну від найпоширенішого ізотопу, гелію-4, який складається з двох протонів і двох нейтронів). Окрім протію (тобто звичайного водню), гелій-3 є єдиним стабільним ізотопом будь-якого елемента, у складі якого протонів більше, ніж нейтронів.
Гелій-3 був відкритий американськими фізиками Луїсом Волтером Альваресом та Робертом Корногом у 1939 році.
Гелій-3 — рідкісна речовина. Він добувається в дуже невеликих кількостях — порядку кількох десятків грамів на рік. Гелій-3 зустрічається як первинний нуклід, який протягом мільйонів років виділявся із земної кори в атмосферу та космічний простір. Гелій-3 також вважається природним нуклеогенним і космогенним нуклідом, який утворюється під час бомбардування літію природними нейтронами, що вивільняються в процесі спонтанного поділу та ядерних реакцій із космічними променями. Деяка кількість гелію-3, яка перебуває в земній атмосфері, є артефактом атмосферних і підводних ядерних випробувань.
Існує багато спекуляцій щодо можливості використання гелію-3 як майбутнього джерела енергії. На відміну від більшості реакцій ядерного синтезу, синтез атомів гелію-3 є анейтронним: під час нього вивільняється велика кількість енергії і водночас не відбувається радіоактивного забруднення навколишнього середовища. З іншого боку, температури, досягнення яких необхідне для підтримування реакції синтезу гелію-3, набагато вищі, ніж потрібні для традиційних реакцій термоядерного синтезу, через що цей процес здатен спричинити інші реакції, які, своєю чергою, самі по собі здатні призвести до радіоактивного забруднення навколишнього середовища.
Вважається, що кількість гелію-3 на Місяці більша, ніж на Землі, оскільки він упродовж мільярдів років утворювався у верхньому шарі реголіту під дією сонячного вітру, хоча його кількість у складі газових гігантів Сонячної системи ще більша.

## Історія
Існування гелію-3 вперше припустив у 1934 році австралійський фізик-ядерник Марк Оліфант, який тоді працював у Кавендіській лабораторії Кембриджського університету. Оліфант проводив експерименти, у яких швидкі дейтрони зіштовхувалися з дейтронними мішенями (до речі, це була перша демонстрація ядерного синтезу). Виокремлення гелію-3 вперше здійснили Луїс Альварес і Роберт Корног у 1939 році. Тоді вважалося, що гелій-3 — це радіоактивний ізотоп, але згодом його знайшли в зразках природного гелію, який здебільшого є гелієм-4, взятим з атмосфери Землі або з газових свердловин.

## Фізичні властивості
Через свою низьку атомну масу (3,016 а. о. м.) гелій-3 має деякі фізичні властивості, відмінні від властивостей гелію-4 (4,0026 а. о. м.). Через слабку індуковану диполь-дипольну взаємодію між атомами гелію їхні мікроскопічні фізичні властивості визначаються переважно їхньою нульовою енергією. Крім того, через свої мікроскопічні властивості гелій-3 має вищу нульову енергію, ніж гелій-4. Це означає, що гелій-3 здатен долати диполь-дипольну взаємодію з меншою тепловою енергією, ніж гелій-4.
Квантово-механічні ефекти у гелії-3 та гелії-4 суттєво відрізняються: загальний спін гелію-4, який складається з двох протонів, двох нейтронів і двох електронів, дорівнює нулю, а отже, він є бозоном, тоді як загальний спін гелію-3, у якому на один нейтрон менше, удвічі менший, а отже, він є ферміоном.
Чистий гелій-3 у вигляді газу кипить при температурі 3,19 К, а гелій-4 — при 4,23 К. Критична точка гелію-3 також нижча — 3,35 К, тоді як у гелію-4 — 5,19 К. Густина гелію-3 вдвічі менша за густину гелію-4 при температурі кипіння: 59 г/л порівняно зі 124,73 г/л гелію-4 за тиску в одну атмосферу. Його питома теплота пароутворення теж значно нижча — 0,026 кДж/моль порівняно з 0,0829 кДж/моль для гелію-4.
Газоподібний гелій-3 за нормальних умов має густину 0,1346 г/л (гелій-4 — 0,1785 г/л). Відповідно, об'єм одного грама гелію-3 за нормальних умов дорівнює 7,43 л (у гелію-4 — 5,596 л).

## Рідкий гелій-3
Рідкий гелій-3 — квантова рідина, яка істотно відрізняється за властивостями від рідкого гелію-4. Рідкий гелій-3 вдалося отримати лише в 1948 році. У 1972 році в рідкому гелії-3 було виявлено фазовий перехід у надплинний стан за температур, нижчих за 2,6 мК, і за тиску 34 атм (раніше вважалося, що надплинність, як і надпровідність, — явища, характерні для конденсату Бозе — Ейнштейна, тобто кооперативні явища в середовищі з цілочисельним спіном об'єктів). За відкриття надплинності гелію-3 Дугласу Ошерову, Роберту Річардсону і Девіду Лі було присуджено Нобелівську премію з фізики 1996 року.
У 2003 році Нобелівською премією з фізики відзначені Олексій Абрикосов, Віталій Гінзбург і Ентоні Легетт, зокрема й за створення теорії надплинності рідкого гелію-3.

## Розповсюдженість у природі

### На Землі
Ізотоп 3He є однією з первинних речовин у мантії Землі, яка, як вважається, потрапила в Землю ще на етапі її формування. Співвідношення ізотопів 3He і 4He в земній корі та мантії менше, ніж в отриманих зразках метеоритів і місячному ґрунті, оскільки 4He, на відміну від 3He, постійно утворюється в результаті радіоактивного розпаду.
Космологічне співвідношення 3He до 4He становить 300 атомів на мільйон (ppm). Це дає змогу припустити, що в часи, коли формувалася Земля, початкове співвідношення цих первинних газів у мантії становило близько 200—300 ppm. Упродовж усієї історії Землі внаслідок альфа-розпаду атомів урану, торію та інших радіоактивних ізотопів утворилася значна кількість 4He; лише близько 7 % гелію, який зараз перебуває в земній мантії, є первинним. У такий спосіб загальне співвідношення 3He/4He знизилося приблизно до 20 ppm. Якщо співвідношення 3He/4He перевищує атмосферне, це вказує те, що спостерігається внесок 3He з мантії. У джерелах, розташованих у земній корі, переважає 4He, який утворюється шляхом радіоактивного розпаду.
Співвідношення 3He/4He у природних земних джерелах сильно варіюється. Зразки літієвої руди сподумену з шахти Едісон у Південній Дакоті містили 12 ppm 3He/4He; зразки з інших шахт показали 2 ppm.
У концентраціях до 7 % гелій присутній у деяких джерелах природного газу, а у великих джерелах — у концентраціях понад 0,5 % (за концентрації понад 0,2 % його видобуток стає практично здійсненним). Частка 3He у гелії, виділеному з природного газу в США, коливається від 70 до 242 частин на мільярд. Таким чином, американський запас 2002 року в 1 мільярд стандартних кубічних метрів містив би від 12 до 43 кілограмів гелію-3. За даними американського фізика Річарда Гарвіна, з потоку природного газу в США можна щорічно виділяти близько 26 м3 або майже 5 кг гелію-3. Якщо в процесі виділення гелію-3 використовувати як сировину скраплений гелій (у такому вигляді його зазвичай транспортують і зберігають у великих обсягах), оцінки додаткових енергетичних витрат коливатимуться від 34 до 300 доларів за літр, не враховуючи вартості інфраструктури й обладнання. Вважається, що річний видобуток газу в Алжирі становить 100 млн стандартних кубічних метрів, що містить від 7 до 24 м3 гелію-3 (від 1 до 4 кг), якщо припустити, що його концентрація в газі аналогічна.
Гелій-3 присутній також в атмосфері Землі. Природний вміст ізотопу 3He у природному гелії становить 1,38 × 10−6 (1,38 ppm). Парціальний тиск гелію в атмосфері Землі становить близько 0,52 Па і, таким чином, на гелій припадає 5,2 частини на мільйон від загального тиску (101,325 кПа) в атмосфері Землі, а 3He становить 7,2 частини на трильйон (ppt). Оскільки атмосфера Землі має масу близько 5,14 × 1018 кг, маса 3He в атмосфері Землі має дорівнювати добутку цих чисел, тобто близько 37 000 тонн. Насправді ефективна цифра в 10 разів менша, оскільки наведені вище частки — це ppmv (об'ємна частка), а не ppmw (масова частка). Для отримання фактичної величини цю масу треба помножити на 3 (молекулярна маса гелію-3) і поділити на 29 (середня молекулярна маса атмосфери), у результаті чого отримаємо 3828 тонн гелію-3 в атмосфері Землі.
Гелій-3 утворюється на Землі з трьох джерел:
- сколювання літію;
- космічні промені;
- бета-розпад тритію (3H, або T).

Внесок космічного випромінювання є незначним у всіх матеріалах, окрім найдавніших реголітів, а внесок реакцій сколювання літію є меншим, ніж внесок утворення 4He за рахунок викидів альфа-частинок.
Загальна кількість гелію-3 в мантії може становити 0,1—1,0 мегатонни. Однак більша частина мантії недоступна безпосередньо. Деяка кількість гелію-3 просочується вгору через вулканічні гарячі точки, як-от вулкани Гавайських островів, але в атмосферу викидається лише 300 грамів гелію-3 на рік. Серединно-океанічні хребти викидають ще 3 кілограми на рік (8,2 г/добу). Навколо зон субдукції різні джерела виробляють гелій-3 у покладах природного газу, які, можливо, містять тисячу тонн гелію-3 (хоча ця кількість може досягати й 25 тисяч тонн, якщо такі поклади є в усіх давніх зонах субдукції). Віттенберг підрахував, що джерела природного газу в земній корі Сполучених Штатів можуть містити лише пів тонни. Лейтон Віттенберг (Leyton J. Wittenberg) процитував оцінку Дона Андерсона, згідно з якою ще 1200 тонн гелію-3 містяться в частинках міжпланетного пилу, які, потрапивши в атмосферу Землі, згодом опустилися на дно океану. За дослідженням 1994 року видобуток гелію-3 з цих джерел потребує більше енергії, ніж виділяється при ядерному синтезі.

### На поверхні Місяця
За однією з оцінок, упродовж мільярдів років існування Місяця під дією сонячного вітру на його поверхню осіло понад 1 мільйон тонн гелію-3. Речовина на поверхні Місяця містить гелій-3 в концентраціях, які, за оцінками, становлять оцінюються від 1,4 до 15 частин на мільярд (ppb) на освітлених сонцем ділянках і може містити гелій-3 в концентраціях до 50 частин на мільярд у постійно затінених регіонах. Для порівняння, гелій-3 в атмосфері Землі концентрація гелію-3 становить 7,2 частини на трильйон (ppt).
Починаючи з 1986 року з'являються численні пропозиції розробляти місячний реголіт і використовувати гелій-3, який міститься в ньому, для ядерного синтезу. Хоча станом на 2020 рік діючі експериментальні реактори ядерного синтезу існують вже десятки років, жоден із них ще не виробляв електроенергію на комерційній основі. Оскільки концентрація гелію-3 вкрай низька, будь-якому гірничодобувному обладнанню доведеться переробляти надзвичайно великі обсяги реголіту. За однією з оцінок, для отримання 1 грама гелію-3 необхідно переробити понад 150 тонн реголіту.
Китай розпочав власну програму дослідження Місяця і досліджує перспективу видобутку корисних копалин на Місяці — зокрема, шукає ізотоп гелію-3 для використання як джерела енергії на Землі. Не всі погоджуються, що позаземний видобуток гелію-3 можливий, і навіть якби було можливо видобути гелій-3 на Місяці, жодна існуюча на цей момент конструкція термоядерного реактора не дає змоги виробити більше енергії, ніж витрачається на підтримання його роботи — тобто домогтися, щоб коефіцієнт відтворення термоядерної енергії перевищив одиницю. Утім, 13 грудня 2022 року Міністерство енергетики США оголосило, що «…понеділок 5 грудня 2022 року став історичним днем у науці: завдяки неймовірним працівникам Ліверморської лабораторії та Національного комплексу лазерних термоядерних реакцій» (NIF), і що NIF «провів перший в історії експеримент з керованого термоядерного синтезу з метою досягти цієї віхи, також відомої як наукова енергетична беззбитковість (scientific energy breakeven). Це означає, що він виробив більше енергії від термоядерного синтезу, ніж лазерна енергія, яка використовувалася для його приведення в дію». Недоліком залишається також те, що гелій-3 є обмеженим місячним ресурсом, який може вичерпатися в процесі видобутку.
13 березня 2024 року Роб Меєрсон, засновник приватної компанії Interlune, заявив, що компанія залучила 18 млн дол. і розробляє технологію збирання й доставки матеріалів, зокрема гелію-3, з Місяця на Землю. Ба більше: Interlune вже знайшла клієнта, готового купувати місячні ресурси у великих кількостях. У 2026 році компанія планує відправити на комерційній ракеті пошукову місію на Місяць — на ділянку, яка, як вважають, містить величезні запаси гелію-3. Спускний зонд має виміряти за допомогою спектрометра кількість гелію-3 в місячному ґрунті й оцінити його концентрацію.

### У первинній сонячній туманності
Одна з перших оцінок співвідношення ізотопів 3He до 4He у первинній сонячній туманності була зроблена шляхом вимірювання їх співвідношення в атмосфері Юпітера за допомогою мас-спектрометра атмосферного зонда «Галілео». Це співвідношення становить приблизно 1 : 10 000, тобто 100 частин 3He на мільйон частин 4He. Подібне співвідношення ізотопів спостерігається й у місячному реголіті, який містить 28 частин на мільйон гелію-4 і 2,8 частини на мільярд гелію-3 (це нижня межа фактичних вимірювань зразків, які варіюються від 1,4 до 15 частин на мільярд). Однак співвідношення ізотопів на Землі в 100 разів менше, здебільшого через збагачення запасів гелію-4 в мантії за мільярди років альфа-розпаду урану, торію, а також дочірніх продуктів їх розпаду і зниклих радіонуклідів.

## Виробництво гелію-3

### Розпад тритію
Практично весь гелій-3, що використовується сьогодні в промисловості, виробляється шляхом радіоактивного розпаду тритію, попри його дуже низьку поширеність у природі і дуже високу вартість.
У США виробництвом, продажем і розподілом гелію-3 керує Ізотопна програма Міністерства енергетики США (DOE Isotope Program).
Тритій має кілька різних експериментально визначених значень періоду напіврозпаду; Національний інститут стандартів і технології (NIST) називає величину 4500 ± 8 діб (12,32 ± 0,02 року). Тритій розпадається, перетворюючись на гелій-3, шляхом бета-розпаду:
{\displaystyle {\ce {^{3}_{1}H\to _{2}^{3}{He^{+}}+{e^{-}}+{\bar {\nu }}_{e}}}}
Під час такого розпаду виділяється 18,6 кеВ. Із загальної вивільненої енергії частина, що припадає на кінетичну енергію електрона, варіюється, у середньому становлячи 5,7 кеВ; решту енергії забирає електронне антинейтрино, яке майже не детектується. У повітрі бета-частинки тритію здатні пролетіти лише приблизно 6,0 мм: пройти крізь мертвий зовнішній шар людської шкіри вони неспроможні. Завдяки неочікувано низькій енергії, яка виділяється під час бета-розпаду тритію, цей тип розпаду (а також розпад ренію-187) придатний для лабораторних вимірювань абсолютної маси нейтрино (найновіший експеримент — KATRIN).
Низька енергія випромінювання тритію ускладнює виявлення мічених тритієм сполук, окрім як за допомогою рідинно-сцинтиляційного вимірювання активності.
Тритій є радіоактивним ізотопом водню і зазвичай утворюється шляхом бомбардування літію-6 нейтронами в ядерному реакторі. Ядро літію поглинає нейтрон і розщеплюється на гелій-4 і тритій. Оскільки тритій розпадається на гелій-3 з періодом напіврозпаду 12,3 року, гелій-3 можна виробляти, просто зберігаючи тритій, поки він не зазнає радіоактивного розпаду. Оскільки тритій, на відміну від гелію-3, утворює стабільну сполуку з киснем (тритієву воду), процес зберігання і збору міг би безперервно збирати речовину, яка виділяється зі збережуваного матеріалу.
Тритій є критично важливим компонентом ядерної зброї, і історично його виробляли й накопичували насамперед задля неї. Розпад тритію на гелій-3 зменшує вибухову потужність термоядерної боєголовки, тому періодично гелій-3, що накопичився, необхідно видаляти. Гелій-3, вилучений під час цього процесу, продають для застосування в інших сферах.
Протягом десятиліть цей процес — отримання гелію-3 шляхом радіоактивного розпаду тритію — був (і залишається сьогодні) основним джерелом його отримання. Однак після підписання Договору СНО-1 у 1991 році кількість ядерних боєголовок, що перебувають у стані готовності до використання, зменшилася, і через це зменшилася кількість гелію-3, отримуваного цим шляхом. Запаси гелію-3 додатково зменшилися через збільшення попиту на нього, насамперед через використання в детекторах нейтронного випромінювання і медичних діагностичних процедурах.
Промисловий попит на гелій-3 у США досяг піку в 70 000 л (прибл. 8 кг) на рік у 2008 році. Ціна гелію-3 на аукціонах, яка історично становила близько 100 доларів за літр, підскочила аж до 2000 доларів за літр. Відтоді через високу вартість, а також зусилля Міністерства енергетики США з його утилізації та пошуку замінників, попит на гелій-3 знизився до приблизно 6000 літрів на рік. Якщо виходити з того, що густина гелію-3 становить 114 г/м3, то при ціні 100 дол./л він буде у понад 30 разів дешевшим за тритій (приблизно 880 дол./г проти приблизно 30 000 дол./г), а при ціні 2000 дол./л гелій-3 — приблизно вдвічі дешевшим за тритій (17 540 дол./г проти 30 000 дол./г).
Міністерство енергетики США усвідомлювало, що бракує як тритію, так і гелію-3, і тому у 2010 році воно почало виробляти тритій на атомній електростанції Воттс-Бар, яка належить «Теннессі Веллі Ауторіті», шляхом опромінення літію. Задля здійснення цього процесу замість звичайних керівних борних стрижнів у реактор вставляють тритієві стрижні-поглиначі, що виробляють тритій (TPBAR), які містять літій у керамічній формі.
У наш час для виробництва тритію використовуються лише два комерційні ядерні реактори (1-й і 2-й блоки атомної електростанції Воттс-Бар), але в разі потреби цей процес можна було б значно розширити, щоб задовольнити будь-який теоретичний попит, просто залучивши більше енергетичних реакторів країни. Значні кількості тритію і гелію-3 можна також видобувати з важководного сповільнювача в ядерних реакторах типу CANDU. Відомо, що Індія і Канада, дві країни з найбільшим парком важководних реакторів, видобувають тритій із важкої води як сповільнювача/охолоджувача, але цих кількостей недостатньо, щоб задовольнити глобальний попит на тритій і гелій-3.
Оскільки тритій також є побічним продуктом роботи легководних реакторів (детальніше про це див. статтю про тритій), ще одним джерелом гелію-3 може бути його видобуток із цього джерела. Однак якщо виходити з даних про річні викиди тритію (за даними 2018 року) на переробному заводі в Гаазі, то навіть якби вдалося досягти 100%-го вилучення, їхні обсяги (31,2 грама в Гаазі) не були б достатніми для задоволення попиту.
| Місцерозташування | Ядерний об'єкт                 | Найближче джерело води | Рідина (ТБк) | Пара (ТБк) | Загалом (Тбк) | Загалом (мг) | Рік  |
| ----------------- | ------------------------------ | ---------------------- | ------------ | ---------- | ------------- | ------------ | ---- |
| Велика Британія   | АЕС Хейшем B                   | Ірландське море        | 396          | 2,1        | 398           | 1,115        | 2019 |
| Велика Британія   | Переробний завод у Селлафілді  | Ірландське море        | 423          | 56         | 479           | 1,342        | 2019 |
| Румунія           | АЕС Чорнавода, блок 1          | Чорне море             | 140          | 152        | 292           | 872          | 2018 |
| Франція           | Переробний завод у Гаазі       | Ла-Манш                | 11 400       | 60         | 11 460        | 32 100       | 2018 |
| Південна Корея    | АЕС Вольсонг                   | Японське море          | 107          | 80,9       | 188           | 671          | 2020 |
| Тайвань           | АЕС Мааншан                    | Лусонська протока      | 35           | 9,4        | 44            | 123          | 2015 |
| Китай             | АЕС Фуцін                      | Тайванська протока     | 52           | 0,8        | 52            | 146          | 2020 |
| Китай             | АЕС Саньмень                   | Східнокитайське море   | 20           | 0,4        | 20            | 56           | 2020 |
| Канада            | АЕС Брюс A, B                  | Великі озера           | 756          | 994        | 1 750         | 4 901        | 2018 |
| Канада            | АЕС Дарлінгтон                 | Великі озера           | 220          | 210        | 430           | 1,204        | 2018 |
| Канада            | АЕС Пікерінг, блоки 1—4        | Великі озера           | 140          | 300        | 440           | 1,232        | 2015 |
| США               | АЕС Діабло-Каньйон, блоки 1, 2 | Тихий океан            | 82           | 2,7        | 84            | 235          | 2019 |

## Застосування

### Спінове відлуння за допомогою гелію-3
Гелій-3 можна використовувати для проведення експериментів з дослідження динаміки поверхневого спінового відлуння (HeSE). Такі експерименти проводяться, наприклад, у Групі фізики поверхні (Surface Physics Group) Кавендіської лабораторії в Кембриджі та на хімічному факультеті Університету Суонсі.

### Детектування нейтронів
Гелій-3 є важливим ізотопом у приладах для детектування нейтронів. Він має високий переріз поглинання пучків теплових нейтронів і використовується як конвертерний газ у детекторах нейтронів. У результаті ядерної реакції із гелієм-3
n + 3He → 3H + 1H + 0,764 МеВ
нейтрон перетворюється на заряджені частинки — іони тритію (3H, або T) та водню (тобто протони 1H, або p), які потім реєструються шляхом створення зарядженої хмари в гальмівному газі пропорційного лічильника або трубки Гейгера — Мюллера.
Крім того, перебіг процесу поглинання сильно залежить від спіну, який дає спін-поляризованому об'єму гелію-3 змогу пропускати нейтрони з одним спіновим компонентом і поглинати — з іншим. Цей ефект використовується в нейтронно-поляризаційному аналізі — методі, який досліджує магнітні властивості речовини.
Міністерство національної безпеки США планувало встановлювати детектори для виявлення контрабандного плутонію в морських контейнерах за нейтронним випромінюванням, але ці плани довелося скоригувати через світовий дефіцит гелію-3, який утворився після скорочення виробництва ядерної зброї з часів Холодної війни. Станом на 2012 рік Міністерство національної безпеки визначило, що комерційні поставки бору-10 допоможуть перевести інфраструктуру нейтронного виявлення на цю технологію.

### Кріогенна техніка
У холодильнику гелію-3 гелій-3 використовується для досягнення температури від 0,2—0,3 кельвіна. У рефрижераторах розчинення для досягнення кріогенних температур у кілька тисячних кельвіна використовується суміш гелію-3 і гелію-4.

### Медична візуалізація
Ядра гелію-3 мають власний ядерний спін 1⁄2 і відносно високе магнітографічне співвідношення. Гелій-3 можна гіперполяризувати за допомогою нерівноважних засобів, як-от спін-обмінне оптичне накачування. Під час цього процесу циркулярно поляризоване інфрачервоне лазерне світло, налаштоване на відповідну довжину хвилі, збуджує електрони в лужному металі, як-от цезій або рубідій, усередині герметичної скляної посудини. Кутовий момент передається від електронів лужного металу до ядер інертних газів через зіткнення. У такий спосіб цей процес ефективно вирівнює ядерні спіни з магнітним полем, посилюючи сигнал ЯМР. Гіперполяризований газ можна зберігати під тиском 10 атмосфер до 100 годин. Після вдихання газові суміші, які містять гіперполяризований газ гелій-3, можна візуалізувати за допомогою МРТ-сканера й отримати анатомічні зображення легеневої вентиляції. Цей метод дає також змогу отримувати зображення дихальних шляхів, виявляти місця, у яких вентиляція недостатня або відсутня, вимірювати парціальний тиск кисню в альвеолах і вентиляційно-перфузійне співвідношення. Цей метод може мати вирішальне значення для діагностики й лікування хронічних респіраторних захворювань, як-от хронічне обструктивне захворювання легень (ХОЗЛ), емфізема легень, муковісцидоз та астма.

### Поглинач радіовипромінювання для експериментів із плазмою на токамаках
На токамаках Alcator C-Mod Массачусетського технологічного інституту (MIT) і Joint European Torus (JET) проводилися експерименти з додавання невеликої кількості гелію-3 до воднево-дейтерієвої плазми з метою збільшити поглинання радіочастотної енергії, завдяки чому нагріватимуться іони водню й дейтерію — «триіонного» ефекту.

### Ядерне паливо
Гелій-3 можна отримати у процесі низькотемпературного синтезу:
2H + 1p → 3He + γ + 4,98 МеВ
Якщо температура синтезу нижча за температуру злиття ядер гелію, у результаті реакції утворюється високоенергетична альфа-частинка, яка швидко приєднує електрон, утворюючи стабільний легкий іон гелію, який можна використати безпосередньо як джерело електроенергії, не продукуючи небезпечні нейтрони.
Гелій-3 можна використовувати в реакціях синтезу за однією з реакцій
2H + 3He → 4He + 1p + 18,3 МеВ
або
3He + 3He → 4He + 2 1p + 12,86 МеВ.
У процесі традиційного термоядерного синтезу дейтерію і тритію («D-T») утворюються енергійні нейтрони, які забруднюють компоненти реактора радіоактивними продуктами активації. Синтез гелію-3 привабливий тим, що в результаті цієї реакції не утворюються нейтрони, а отже, не відбувається й радіоактивного забруднення. Гелій-3 сам по собі не є радіоактивним. Єдиний високоенергетичний побічний продукт, протон, на відміну від нейтрона, є зарядженою частинкою, а отже, його можна утримувати за допомогою електричних і магнітних полів. Енергія імпульсу цього протона, створеного в процесі синтезу, взаємодіятиме з електромагнітним полем, яке його утримує, що дає змогу безпосередньо виробляти чисту електроенергію.
Через вищий кулонівський бар'єр температура, необхідна для синтезу 2H + 3He, набагато вища, ніж для звичайного D-T-синтезу. Ба більше, оскільки для синтезу обидва реагенти повинні бути змішані, відбуватимуться реакції не лише D + T, а й між ядрами того самого реагенту — D + D та T + T, а реакція D + D (2H + 2H) супроводжується утворенням нейтрона. Швидкість реакції залежить від температури, але швидкість реакції D + 3He ніколи не перевищує швидкість реакції D + D більше, ніж в 3,56 раза (див. графік праворуч). Тому термоядерний синтез із використанням палива D + 3He при правильній температурі та збідненій паливній суміші може виробляти набагато менший потік нейтронів, ніж D-T-синтез, але через утворення нейтрона він не є чистим, що зводить нанівець його привабливість, принаймні частково.
Друга можливість — злиття 3He із самим собою (3He + 3He) — вимагає ще вищих температур (адже в цьому разі обидва реагенти мають заряд +2), а отже, її реалізація є ще складнішою, ніж реакція D + 3He. Однак у цій реакції не утворюються нейтрони, а протони, оскільки вони є зарядженими частинками, можна утримувати за допомогою електричних і магнітних полів. Отже, ця реакція уможливлює пряме генерування електроенергії. Термоядерний синтез 3He + 3He можливий (це вже продемонстровано в лабораторних умовах) і має величезні переваги, але його прибуткове комерційне застосування буде досягнуто через багато років.
Обсяги гелію-3, необхідні для заміни традиційних видів палива, є значними порівняно з наявними на сьогодні. Загальна кількість енергії, яка виробляється в реакції 2D + 3He, становить 18,4 мегаелектронвольт, що відповідає приблизно 493 мегават-годинам (4,93×108 Вт·год) на три грами (один моль) 3He. Якби всю цю енергію можна було перетворити на електричну зі 100-відсотковою ефективністю (що фізично неможливо), це відповідало б приблизно 30 хвилинам роботи гігаватної електростанції на один моль 3He. Таким чином, для річного виробництва (за витрати 6 грамів на кожну годину роботи) знадобилося б 52,5 кілограма гелію-3.

Швидкість реакції термоядерного синтезу швидко зростає з температурою, поки не досягне максимуму, а потім поступово спадає. Вона досягає піка при нижчій температурі (близько 70 кеВ, або 800 млн К) і при вищому значенні, ніж в інших реакціях, які зазвичай розглядаються для визначення енергії термоядерного синтезу.

Кількість палива, необхідного для великомасштабних застосувань, можна також виразити через загальне споживання: споживання електроенергії 107 мільйонами американських домогосподарств (за даними Управління енергетичної інформації США) у 2001 році становило 1140 млрд кВт·год (1,14×1015 Вт·год). Якщо припустити, ефективність перетворення є 100-відсотковою, то для цього сегмента енергетичного попиту США знадобиться 6,7 тонни гелію-3 на рік, або, за більш реалістичної ефективності перетворення з урахування втрат під час передавання від виробників до кінцевих споживачів, — 15—20 тонн на рік.
Підхід другого покоління до керованого термоядерного синтезу передбачає поєднання гелію-3 і дейтерію, 2D. У результаті цієї реакції утворюється альфа-частинка і високоенергетичний протон. Найважливіша потенційна перевага цієї реакції термоядерного синтезу для виробництва енергії, а також інших застосувань полягає в її сумісності з використанням електростатичних полів для керування іонами палива і протонами синтезу. Завдяки використанню твердотільних перетворювальних матеріалів та інших технологій з'являється можливість перетворювати кінетичну енергію високошвидкісних протонів — позитивно заряджених частинок — безпосередньо в електричний струм. Потенційна ефективність перетворення може досягати 70 %, оскільки зникає потреба спершу перетворювати енергію протонів на тепло, а потім тепло на електричний струм за допомогою електричного генератора.

### Електростанції, які працюють на гелії-3
Про можливості електростанцій на гелії-3 було багато заяв. На думку їх прихильників, термоядерні електростанції, які працюють на дейтерії і гелії-3, потребуватимуть нижчих капітальних та експлуатаційних витрат, ніж їхні конкуренти, завдяки меншій технічній складності, вищій ефективності перетворення, меншим розмірам, відсутності радіоактивного палива, відсутності забруднення повітря і води, а також низьким вимогам до заховання радіоактивних відходів. За останніми оцінками, для розробки й будівництва першої електростанції на основі термоядерного синтезу гелію-3 знадобиться близько 6 млрд дол. інвестицій. Фінансова беззбитковість за сьогоднішніх оптових цін на електроенергію (0,05 долара за кіловат-годину) настане після того, як в експлуатацію будуть введені п'ять 1-гігаватних електростанцій, які замінять старі традиційні електростанції або задовольнять новий попит.
Утім, реальність не така однозначна. Найбільш інноваційні програми термоядерного синтезу у світі передбачають інерційне утримання плазми (наприклад, Національний комплекс лазерних термоядерних реакцій) або магнітний термоядерний синтез (наприклад, Міжнародний експериментальний термоядерний реактор і Wendelstein 7-X). Для першого з цих способів не розроблено чіткої дорожньої карти виробництва електроенергії. Щодо другого, комерційне виробництво електроенергії не очікується раніше 2050 року. В обох випадках йдеться про найпростіший тип термоядерного синтезу — D + T. Причиною цього є дуже низький кулонівський бар'єр для цієї реакції; для реакції D + 3He бар'єр набагато вищий, а для 3He + 3He — ще вищий.
Величезна вартість таких реакторів, як ІТЕР і Національний комплекс лазерних термоядерних реакцій, значною мірою пов'язана з їхніми величезними розмірами, але для масштабування до вищих температур плазми потрібні ще більші реактори. Протони з енергією 14,7 МеВ, альфа-частинки з енергією 3,6 МеВ від синтезу D + 3He, а також вища ефективність перетворення — усе це означає, що з кілограма речовини видобувається більше електроенергії, ніж при синтезі D + T (17,6 МеВ), але не набагато більше. Ще одним недоліком є те, що швидкість реакції синтезу гелію-3 не є особливо високою, що вимагає більшого реактора або більшої кількості реакторів для виробництва такої ж кількості електроенергії.

### Альтернативи гелію-3
Щоб обійти проблему величезних електростанцій, економічна неефективність яких неочевидна навіть для синтезу D + T, не кажучи вже про набагато складніший синтез D + 3He, запропоновано низку інших типів реакторів — фузор, полівелл, щільний плазмовий фокус (DPF) і багато інших. Утім, чимало з цих концепцій мають фундаментальні проблеми з досягненням чистого приросту енергії і, як правило, вони передбачають досягнення термоядерного синтезу в умовах теплової нерівноваги, що потенційно може виявитися неможливим. Як наслідок, реалізація цих перспективних програм супроводжується проблемами з фінансуванням, попри їхні порівняно невеликі бюджети. Однак, на відміну від «великих» і «гарячих» систем термоядерного синтезу, такі системи, якщо їх вдасться реалізувати, здатні масштабуватися до безнейтронного ядерного синтезу з вищим бар'єром, і тому їхні прихильники, як правило, пропагують синтез за формулою p + 11B (протон + бор-11), який не потребує таких екзотичних видів палива, як гелій-3.

## Гелій-3 на інших космічних тілах

### Місяць
Матеріали на поверхні Місяця, розташовані в освітлених Сонцем ділянках, містять гелій-3 у концентрації від 1,4 до 15 частин на мільярд; у постійно затінених регіонах концентрація може досягати 50 частин на мільярд. Ряд людей, зокрема Джеральд Кульчинський (Gerald Kulcinski) в 1986 році, запропонували досліджувати Місяць, видобувати місячний реголіт і використовувати гелій-3, який у ньому міститься, для термоядерного синтезу. Через низьку концентрацію гелію-3 будь-якому гірничодобувному обладнанню доведеться переробляти надзвичайно велику кількість реголіту (понад 150 тонн реголіту для отримання одного грама гелію-3).
Першочерговим завданням першого місячного зонду Індійської організації космічних досліджень і розробок (ISRO) під назвою «Чандраян-1», запущеного 22 жовтня 2008 року, як повідомлялося в деяких джерелах, було картування поверхні Місяця з метою пошуку мінералів, що містять гелій-3. В офіційному переліку цілей проєкту така мета не згадується, хоча багато встановленої на ньому наукового обладнання має застосування, пов'язане з гелієм-3.
Космо- і геохімік Оуян Цзиюань з Китайської академії наук, який нині очолює Китайську програму дослідження Місяця, уже неодноразово заявляв, що однією з головних цілей програми буде видобуток гелію-3, з якого
…щороку три польоти космічних шатлів могли б приносити достатньо палива для всього людства.
У січні 2006 року російська космічна компанія РКК «Енергія» оголосила, що вважає місячний гелій-3 потенційним економічним ресурсом, видобування якого можна буде почати до 2020 року за наявності фінансування.
Не всі згодні, що видобуток місячного гелію-3 можливий і навіть що на нього буде попит для термоядерного синтезу. Зокрема, Дуейн Дей у своїй статті 2015 року в онлайн-журналі The Space Review характеризує видобуток гелію-3 на Місяці з метою його використання в термоядерному синтезі як мрію про неперевірену магічну технологію, ставить під сумнів доцільність цього задуму і вказує, що видобуток гелію-3 на Землі міг би бути ефективнішим.

### Газові гіганти
Існують пропозиції видобувати гелій-3 на газових гігантах. Наприклад, гіпотетичний міжзоряний зонд «Дедал», розроблюваний Британським міжпланетним товариством, передбачає заправку гелієм-3 зі спеціальних «шахт» в атмосфері Юпітера.